# Rock and Roller (Kovács Kati-album)
A Rock and Roller Kovács Katinak 2011-ben megjelent gyűjteményes BOX-SET második albuma. Kovács Kati harmincegyedik albuma.

## Dalok
E lemez címe: Rock and roller
1. Adamis Anna-Szörényi Levente: Életem lemeze ISWC: T-007.031.309-5
2. Demjén Ferenc-Lerch István: A lényeg ISWC: T-007.116.001-4
3. Adamis Anna-Szörényi Levente: A zene az a bor ISWC: T-007.031.529-5
4. Presser Gábor: Várlak! ISWC: T-007.008.420-6
5. Adamis Anna-Presser Gábor: Szólj rám, ha hangosan énekelek ISWC: T-007.031.483-8
6. Demjén Ferenc-Kovács Kati-Lerch István: Elfutok... ISWC: T-007.199.594-2
7. Adamis Anna-Presser Gábor: Közel a naphoz ISWC: T-007.031.389-1
8. Demjén Ferenc-Lerch István: Érj utol ISWC: T-007.003.096-4
9. Adamis Anna-Somló Tamás: El ne hagyd magad ISWC: T-007.031.307-3
10. Demjén Ferenc-Lerch István: Szívemben zengő dal ISWC: T-007.116.016-1
11. Adamis Anna-Barta Tamás: Tanítsd meg a gyerekeket SWC: T-007.031.490-7
12. Demjén Ferenc-Lerch István: Szél, sziget, szerelem ISWC: T-007.006.613-5
13. Adamis Anna -Szörényi Levente: Ima ISWC: T-007.031.355-1
14. Adamis Anna -Szörényi Levente: Aki lép, az nem marad egy helyben ISWC: T-007.031.264-9
15. Adamis Anna -Szörényi Levente: A jel rajtam ISWC: T-007.031.365-3
16. Demjén Ferenc-Lerch István: Szép szavak ISWC: T-007.003.084-0
17. Presser Gábor: Rock and roller ISWC: T-007.008.374-7
18. Demjén Ferenc-Lerch István: Így legyen ISWC: T-007.003.097-5
19. Presser Gábor: Ha a dobos megengedné ISWC: T-007.008.283-5
20. Demjén Ferenc-Lerch István: Egy szó a vége: szerelem ISWC: T-007.115.983-5

A következő (harmadik) lemez címe: Mammy blue

## Közreműködők
- Kovács Kati
- Fonográf együttes, Bergendy-együttes, Express együttes tagjai (1, 3, 13, 14, 15)
- Locomotiv GT (4, 5, 7, 9, 11, 17, 19)
- V’Moto-Rock (2, 6, 8, 10, 12, 16, 18, 20)